# Joseph-Basile Van Praet

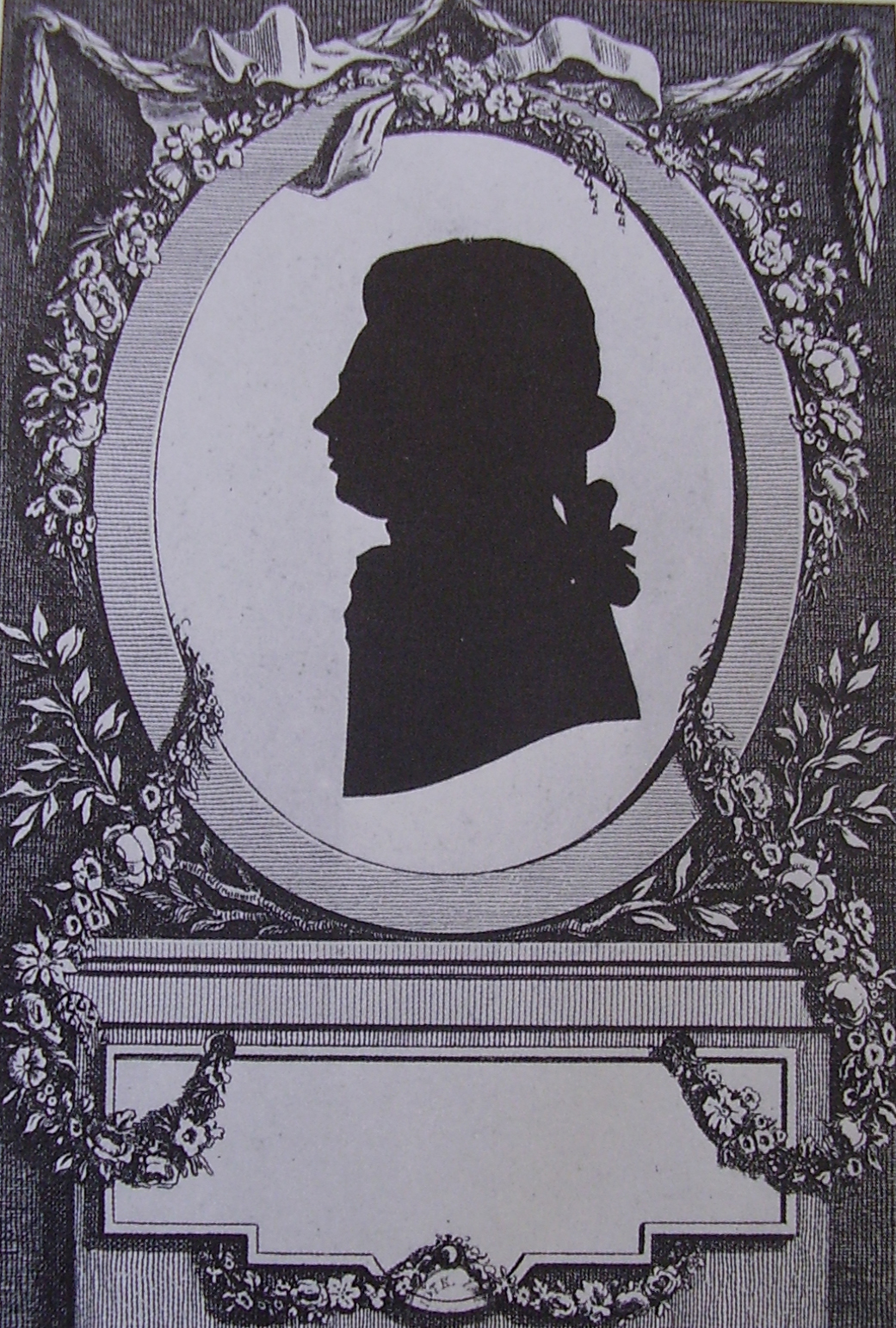
Profiel van Joseph-Basile Van Praet door Gonnord

Joseph-Basile-Bernard Van Praet, (Brugge 29 juli 1754 - Parijs 5 februari 1837), was een Frans bibliothecaris en geleerde, van Belgische oorsprong.

## Jeugd
Van Praet werd op de dag zelf dat hij geboren werd, gedoopt in de Sint-Jacobskerk in Brugge. Zoon van de Brugse drukker en boekhandelaar Joseph Van Praet (1724-1792), kreeg Joseph-Basile een humanioraopleiding in het Collège d'Arras in Parijs. Misschien werkte hij een tijdje bij zijn vader, maar tamelijk vlug vertrok hij weer naar Parijs waar hij in dienst trad eerst van de boekhandelaar Desaint, vervolgens bij boekhandelaar Guillaume De Bure (1734-1820). Hij stond deze bij voor het opstellen van de belangrijke catalogus ter gelegenheid van de veiling van de bibliotheek van hertog de La Vallière. Hij werd in zijn werkzaamheden opgemerkt door abbé René Desaulnays, conservator in de Bibliotheek van de koning, die hem op 1 juli 1784 in dienst deed nemen.

## In de Bibliothèque nationale
Tijdens de moeilijkste periode van de Franse Revolutie werd hij gezocht en dook hij onder bij een familielid van De Bure, die als revolutionair boven verdenking stond.
Na 1794 hernam Van Praet zijn loopbaan. Hij werd benoemd tot conservator van de drukwerken en zou dit 42 jaar blijven.
Gedurende de woelige periode rond de Franse Revolutie waren veel abdijbibliotheken geconfisqueerd door de Franse bezetter. Dankzij Van Praet en zijn Parijse connecties werd veel erfgoed gerestitueerd aan Brugge, Gent, Brussel, enz.
Van Praet zorgde echter in de eerste plaats voor de Bibliothèque nationale die aan zijn zorgen was toevertrouwd. De hoeveelheid drukwerken deed hij op korte termijn stijgen van 300.000 naar meer dan 1 miljoen boeken. Hij deed hiervoor hoeveelheden boeken komen uit alle veroverde gebieden en putte ook in de literaire depots doorheen Frankrijk. Hij deed ook veel aankopen op veilingen of bij boekhandelaars.
Naarmate de legers van Napoleon gebieden veroverden, deed hij volledige bibliotheken naar Parijs overbrengen. Toen na Waterloo restitutie moest worden gedaan, bleken heel wat werken 'zoek' geraakt, om dan later, als niemand er meer aan dacht, miraculeus weer tevoorschijn te komen. Een netwerk van geleerde correspondenten maakte Van Praet attent op interessante veilingen en als gevolg kocht hij bijna volledige privébibliotheken op.
Door zijn rol bij de uitbreiding van de collecties, zijn lange staat van dienst en zijn bibliografische kennis werd Van Praet de aangewezen gesprekspartner en informant voor alle bezoekers van de bibliotheek, des te meer doordat hij als 'levende catalogus' de leemte wegwerkte van de nog niet opgemaakte catalogus.
De lange aanwezigheid van Joseph-Basile Van Praet is essentieel geweest voor de definitieve groei van de Bibliothèque nationale. Hij had zelf ook een uitgebreide collectie van wiegedrukken aangelegd, die hij schonk aan de Bibliothèque nationale en aan de stad Brugge.
Op 19 maart 1830 werd Van Praet tot lid verkozen van de Académie des inscriptions et belles-lettres.